# 大阪船場繊維卸商団地
大阪船場繊維卸商団地（おおさかせんばせんいおろししょうだんち）は、大阪府箕面市船場東・船場西にある商業団地である。愛称は COM ART HILL（コムアートヒル）。

## 概要
1963年（昭和38年）、大阪市東区（現・中央区）の船場地区で活動していた繊維卸問屋が箕面市南部へ集団で移転することとなり、併せて「大阪船場繊維卸商団地協同組合」が設立された。船場において大規模な立ち退きを必要とした中央大通の敷設と千里丘陵において造成中だった千里ニュータウンの大動脈となる新御堂筋の敷設は時期を同じくしており、ニュータウン地区となる豊中市北東部や吹田市北西部ではなく、箕面市南部の新御堂筋沿いに白羽の矢が立った。
1967年（昭和42年）より繊維卸商団地の造成が始まり、日本万国博覧会が開催された1970年（昭和45年）に街開きとなり、1978年（昭和53年）までに全ての移転が完了した。この間、1969年（昭和44年）に新御堂筋の萱野交差点（国道171号交点）以南が開通し、1972年（昭和47年）に船場東・船場西の現行住居表示が実施された。
その後、バブル崩壊や海外からの安価な繊維製品の流入、ファストファッションの浸透等により経済状況の変化等によりマンションや遊技施設等が増加し、まちの様相が変化しつつある。
2021年（令和3年）4月に船場東3丁目に大阪大学の箕面キャンパスが設置された。また、2024年（令和6年）3月23日には、北大阪急行電鉄の延伸により箕面船場阪大前駅が開業した。

## 脚註
1. ↑  “大阪・船場は箕面にも　繊維の街、地名ごと移転”. 日本経済新聞. (2020年1月21日) 2021年7月16日閲覧。
2. ↑  大阪船場繊維卸商団地における都市再生調査報告書／箕面市
3. ↑  “阪大の箕面新キャンパスがオープン、市民との交流にも”. 朝日新聞. (2021年4月2日) 2021年7月16日閲覧。
4. ↑  『北大阪急行電鉄南北線延伸線（千里中央駅～箕面萱野駅）を『2023 年度末（令和 5 年度末）に開業』します』（PDF）（プレスリリース）箕面市・北大阪急行電鉄株式会社（連名）、2022年8月25日。オリジナルの2022年9月19日時点におけるアーカイブ。